# Батринова къща
Батрѝновата къща (на гръцки: Αρχοντικό Μπατρίνου) е възрожденска къща в град Костур, Гърция.

## Местоположение
Къщата е разположена в южната традиционна махала Долца (Долцо), на ъгъла на улиците „Капетан Лазос“ № 2 и „Пихеон“ № 5 срещу Митусевата къща. 

## История
Построена е в 1750 година. В къщата е роден лекарят и революционер Менелаос Батринос, както и политикът Леонидас Батринос. В 1965 година сградата е обявена за паметник на културата.

## Архитектура
В архитектурно отношение е двуетажна сграда и принадлeжи към типа П-образни сгради.